# 日本の金融機関のSWIFTコード一覧
ISO 9362 > 日本の金融機関のSWIFTコード一覧
(統一金融機関コードの順に掲載)

## 銀行

### 日本銀行
- 0000　日本銀行　BOJPJPJT

### 都市銀行
- 0001　みずほ銀行　MHCBJPJT
  - CLS CONTROL BRANCH　MHCBJPJTCLS
  - 兜町証券営業部　MHCBJPJ2
  - 0001 (旧)・みずほ銀行　MHBKJPJT
    - 旧・みずほ銀行大阪支店（旧・淀屋橋支店）　MHBKJPJTOSA

  - 0001 (旧)第一勧業銀行　DKBLJPJT
  - 0001 (旧)第一銀行
- 0002 (旧)さくら銀行　MITKJPJT
  - 0002 (旧)太陽神戸三井銀行　MITKJPJT
    - 0002 (旧)三井銀行
- 0003 (旧)富士銀行　FUJIJPJT
- 0005　三菱UFJ銀行　BOTKJPJT
  - CLS CONTROL BRANCH　BOTKJPJTCLS
  - 0005　(旧)東京三菱銀行　BOTKJPJT
    - 0005　(旧)三菱銀行
- 0006　(旧)あさひ銀行　SAIBJPJT
  - 0006　(旧)協和埼玉銀行　SAIBJPJT　
    - 0006　(旧)協和銀行　KYWAJPJT
- 0007　(旧)日本勧業銀行
- 0008　(旧)UFJ銀行　SANWJPJT
  - 0008　(旧)三和銀行 SANWJPJT
- 0009　三井住友銀行　SMBCJPJT
  - 0009　(旧)住友銀行　SMITJPJT
- 0010　りそな銀行　DIWAJPJT
  - TRUST BANKING DIVISION　DIWAJPJA
  - 0010　(旧)大和銀行　DIWAJPJT
- 0011　(旧)東海銀行　TKAIJPJT
- 0012　(旧)北海道拓殖銀行　HTAKJPJT
- 0014　(旧)太陽神戸銀行
  - 0014　(旧)神戸銀行
- 0015　(旧)東京銀行　BOTKJPJT
- 0016　(旧)みずほコーポレート銀行　MHCBJPJT
  - CLS CONTROL BRANCH　MHCBJPJTCLS
  - 兜町証券営業部　MHCBJPJ2
- 0017　埼玉りそな銀行　SAIBJPJT
- 0021　(旧)太陽銀行
- 0032　(旧)埼玉銀行　SAIBJPJT

### 新たな形態の銀行
- 0033　PayPay銀行　JANEJPJT
  - 0033　(旧)　ジャパンネット銀行 JANEJPJT
- 0034　セブン銀行　SVVNJPJJ [1]
- 0035　ソニー銀行　SNYBJPJT
  - 0035　(旧)ソニー銀行　SONYJPJ1
- 0036　楽天銀行　RAKTJPJT
- 0037　(旧)日本振興銀行　なし
- 0038　住信SBIネット銀行　NTSSJPJT
- 0039　auじぶん銀行　JICRJPJT
  - 0039　(旧)じぶん銀行　JICRJPJ1
- 0040　イオン銀行　AEONJPJT
- 0041　大和ネクスト銀行　DNEXJPJT
- 0042　ローソン銀行　LWSNJPJT
- 0043　みんなの銀行　なし[2]
- 0044　UI銀行　なし[3]
- 0046　01銀行
- 0097　(旧)日本承継銀行　なし
- 0098　(旧)イオンコミュニティ銀行　なし
  - 0098　(旧)第二日本承継銀行　なし

### 地方銀行 (0100番台)
- 0116　北海道銀行　HKDBJPJT
- 0117　青森みちのく銀行　AOMBJPJT
  - 0117　(旧)青森銀行　AOMBJPJT
- 0118　(旧)みちのく銀行　MCHIJPJT
- 0119　秋田銀行　AKITJPJT
- 0120　北都銀行　HOKBJPJT
- 0121　荘内銀行　SNAIJPJT
- 0122　山形銀行　YAMBJPJT
- 0123　岩手銀行　BAIWJPJT
- 0124　東北銀行　TOHKJPJ1
- 0125　七十七銀行　BOSSJPJT
- 0126　東邦銀行　TOHOJPJT
- 0128　群馬銀行　GUMAJPJT
- 0129　足利銀行　ASIKJPJT
- 0130　常陽銀行　JOYOJPJT
- 0131　筑波銀行　KGBKJPJT
- 0133　武蔵野銀行　MUBKJPJT
- 0134　千葉銀行　CHBAJPJT
- 0135　千葉興業銀行　CHIKJPJT
- 0137　きらぼし銀行 TOMIJPJT
  - 0137　(旧)東京都民銀行 TOMIJPJT
- 0138　横浜銀行　HAMAJPJT
- 0140　第四北越銀行　DAISJPJT
  - 0140　(旧)第四銀行　DAISJPJT
- 0141　(旧)北越銀行　HETSJPJT
- 0142　山梨中央銀行　YCHBJPJT
- 0143　八十二銀行　HABKJPJT
- 0144　北陸銀行　RIKBJPJT
- 0145　富山銀行　TOYMJPJT
- 0146　北國銀行　HKOKJPJT
- 0147　福井銀行　FKUIJPJT
- 0149　静岡銀行　SHIZJPJT
- 0150　スルガ銀行　SRFXJPJT
- 0151　清水銀行　SMZGJPJT
- 0152　大垣共立銀行　OGAKJPJT
- 0153　十六銀行　JUROJPJT
- 0154　三十三銀行　MIEBJPJT
  - 0154　(旧)三重銀行　MIEBJPJT
- 0155　百五銀行　HYKGJPJT
- 0157　滋賀銀行　SIGAJPJT
- 0158　京都銀行　BOKFJPJZ
- 0159　関西みらい銀行　OSABJPJS
  - 0159　(旧)近畿大阪銀行　OSABJPJS
  - 0159　(旧)大阪銀行　OSABJPJS
- 0160　(旧)泉州銀行　SSBOJPJS
- 0161　池田泉州銀行　BIKEJPJS
  - 0161　(旧)池田銀行　BIKEJPJS
- 0162　南都銀行　NANTJPJT
- 0163　紀陽銀行　KIYOJPJT
- 0164　但馬銀行　TJMAJPJZ
- 0166　鳥取銀行　BIRDJPJZ
- 0167　山陰合同銀行　SGBKJPJT
- 0168　中国銀行　CHGKJPJZ
- 0169　広島銀行　HIROJPJT
- 0170　山口銀行　YMBKJPJT
- 0172　阿波銀行　AWABJPJT
- 0173　百十四銀行　HYAKJPJT
- 0174　伊予銀行　IYOBJPJT
- 0175　四国銀行　SIKOJPJT
- 0177　福岡銀行　FKBKJPJT
- 0178　筑邦銀行 　CHIHJPJT
- 0179　佐賀銀行　BKSGJPJT
- 0180　（旧）十八銀行　EITNJPJT
- 0181　十八親和銀行　SHWAJPJT
  - 0181　（旧）親和銀行　SHWAJPJT
- 0182　肥後銀行　HIGOJPJT
- 0183　大分銀行　OITAJPJT
- 0184　宮崎銀行　MIYAJPJT
- 0185　鹿児島銀行　KAGOJPJT
- 0187　琉球銀行　RYUBJPJZ
- 0188　沖縄銀行　BOKIJPJZ
- 0190　西日本シティ銀行　NISIJPJT
  - 0190　(旧)西日本銀行　NISIJPJT
- 0191　北九州銀行　KITQJPJZ

### 信託銀行 (0280 - 0329)
- 0287　（旧）三井信託銀行　MTRBJPJT
- 0288　三菱UFJ信託銀行　MTBCJPJT
- 0289　みずほ信託銀行　YTBCJPJT
- 0290 （旧）UFJ信託銀行　TOYOJPJT
- 0291　（旧）中央三井信託銀行　MTRBJPJT 
  - 0291　（旧）中央信託銀行　CHUOJPJT
- 0294　三井住友信託銀行　STBCJPJT
  - 0294　（旧）住友信託銀行　STBCJPJT
- 0295 ニューヨークメロン信託銀行
  - 0295 （旧）JPモルガン信託銀行
  - 0295 （旧）チェース信託銀行
- 0296 （旧）ドイチェ信託銀行
- 0297　日本マスタートラスト信託銀行　MTBJJPJT
- 0298 （旧）シティトラスト信託銀行
- 0299　ステート・ストリート信託銀行　SSTBJPJX
- 0300　SMBC信託銀行　SGTBJPJT(個人事業部門管轄の店舗以外で使用)及びSMTCJPJT(個人事業部門管轄の店舗で使用)
  - 0300 （旧）ソシエテジェネラル信託銀行　SGTBJPJT
  - 0300 （旧）エス・ジー・信託銀行 SGTBJPJT
  - 0300 （旧）ケミカル信託銀行
- 0301 （旧）クレディ・スイス信託銀行
- 0302 （旧）ユー・ビー・エス信託銀行
- 0303 （旧）バークレイズ・グローバル・インベスターズ信託銀行
- 0304　野村信託銀行　NMTBJPJT
- 0307　オリックス銀行　OTBCJPJT
- 0308 （旧）東京信託銀行　TOTRJPJ1
- 0309 （旧）しんきん信託銀行　SKTBJPJ1
- 0310　GMOあおぞらネット銀行　なし[4]
  - 0310 （旧）あおぞら信託銀行
- 0311　農中信託銀行　NCTBJPJ1
- 0314 （旧）みずほ信託銀行　DKFTJPJT 
  - 0314 （旧）第一勧業富士信託銀行　DKFTJPJT
  - 0314 （旧）第一勧業信託銀行
- 0315　（旧）三井アセット信託銀行
- 0316 （旧）富士信託銀行
- 0320　新生信託銀行　SHTCJPJ1
- 0321　日証金信託銀行　JSTCJPJ1
- 0322　（旧）新銀行東京　SGTKJPJT
- 0324　日本カストディ銀行　TCSBJPJT
  - 0324　（旧）日本トラスティ・サービス信託銀行　JTSBJPJT
- 0325　（旧）資産管理サービス信託銀行　TCSBJPJT
- 0326 （旧）りそな信託銀行
  - 0326 （旧）大和銀信託銀行

### かつての長期信用銀行 (0390番台)
- 0396　(旧)日本興業銀行　IBJTJPJT
- 0397　SBI新生銀行　LTCBJPJT
  - 0397　（旧）新生銀行　LTCBJPJT
  - 0397　（旧）日本長期信用銀行　LTCBJPJT
- 0398　あおぞら銀行　NCBTJPJT
  - 0398　（旧）日本債券信用銀行　NCBTJPJT

### 外国銀行の日本現地法人
- 0472　SBJ銀行　SHBKJPJX

### 外国銀行(1) (0400番台)
- 0401　シティバンク、エヌ・エイ　CITIJPJT
- 0402　ジェー・ピー・モルガン・チェース・バンク・ナショナル・アソシエーション CHASJPJT
- 0403　バンク・オブ・アメリカ・エヌ・エイ BOFAJPJX
- 0411　香港上海銀行 HSBCJPJT
- 0413　スタンダード・チャータード銀行 SCBLJPJT
- 0414　バークレイズ銀行
- 0416　ロイズバンクピーエルシー
- 0421　カリヨン銀行　BSUIJPJT
- 0422　オランダ銀行
- 0423　ハナ銀行　KOEXJPJT
- 0424　印度銀行
- 0425　兆豊国際商業銀行　ICBCJPJT
- 0426　バンコック銀行　BKKBJPJT
- 0427　オーバーシーズ・ユニオン銀行
- 0429　バンクネガラインドネシア
- 0430　ドイツ銀行　DEUTJPJT
- 0432　ブラジル銀行　BRASJPJT
- 0435　バンカ・インテーザ・エッセピーア
- 0436　SC第一銀行  → 東京支店閉店 → スタンダード・チャータード銀行
- 0437　バネスパ銀行
- 0438　ユナイテッド・オーバーシーズ銀行
- 0439　ユービーエス・エイ・ジー
- 0441　バンカース・トラスト銀行
- 0442　ニューヨーク銀行 　IRVTJPJX
- 0443　ビー・エヌ・ピー・パリバ銀行
- 0444　オーバーシー・チャイニーズ銀行
- 0445　ソシエテ ジェネラル銀行
- 0446　ドレスナー銀行
- 0454　ユニオン・バンク・オブ・カリフォルニア　BOFCJPJT
- 0456　ユバフーアラブ・フランス連合銀行
- 0457　ウエストドイッチェ・ランデスバンク
- 0458　DBS銀行
- 0459　パキスタン・ナショナル銀行
- 0460　クレディ・スイス銀行
- 0461　コメルツ銀行　COBAJPJX
- 0463　バイエリッシェ・フェラインスバンク
- 0465　ブミプトラ・マレーシア銀行
- 0466　ベルギー銀行(ジェネラル・バンク)
- 0467　アムステルダム・ロッテルダム銀行
- 0468　インドステイト銀行
- 0469　ノヴァ・スコシア銀行
- 0471　カナダロイヤル銀行
- 0473　カナダ・コマース銀行
- 0474　トロント・ドミニオン銀行　TDOMJPJT
- 0477　ウリィ銀行　HVBKJPJT
- 0479　ベルリナー・ハンデルス・フランクフルター銀行
- 0480　(旧)ハナ銀行
- 0481　バンク・オブ・ハワイ
- 0482　アイエヌジーバンク・エヌ・ヴイ　INGBJPJT
- 0483　ウエストパック銀行
- 0484　ナショナル・オーストラリア銀行
- 0485　オーストラリア・ニュージーランド銀行 ANZBJPJX
- 0487　オーストラリア・コモンウェルス銀行
- 0488　バンク オブ クレジット アンド コマース インターナショナル
- 0489　中國銀行 （バンク・オブ・チャイナ）　BKCHJPJT
- 0491　ニュージーランド銀行
- 0494　サンパオロ イミ
- 0498　中小企業銀行　IBKOJPJT

### 第二地方銀行 (0500番台)
- 0501　北洋銀行　NORPJPJP
- 0502　(旧)札幌銀行　SAPBJPJP
- 0507　(旧)山形しあわせ銀行　SHIAJPJT
- 0508　きらやか銀行　SHIAJPJT
  - 0508　(旧)殖産銀行　SKSBJPJ1
- 0509　北日本銀行　KNPBJPJT
- 0512　仙台銀行　SEDIJPJ1
- 0513　福島銀行　FKSBJPJ1
- 0514　大東銀行　DATTJPJ1
- 0516　東和銀行　TOWAJPJT
- 0517　栃木銀行　TOCIJPJT
- 0519　(旧)茨城銀行　なし
- 0522　京葉銀行　KEIBJPJT
- 0525　東日本銀行　HNPBJPJT
- 0526　東京スター銀行　TSBKJPJT
  - 0526　(旧)東京相和銀行　TSBKJPJT
- 0530　神奈川銀行　KANGJPJ1
- 0532　大光銀行　TAIKJPJ1
- 0533　長野銀行　NAGAJPJZ
- 0534　富山第一銀行　FBTYJPJ1
- 0537　福邦銀行　FUHOJPJ1
- 0538　静岡中央銀行 なし
- 0541　(旧)岐阜銀行　GIFBJPJZ
- 0542　あいち銀行　AICHJPJN
  - 0542　(旧)愛知銀行　AICHJPJN
- 0543　名古屋銀行　NAGOJPJN
- 0544　(旧)中京銀行　CKBKJPJN
- 0546　(旧)第三銀行　DSBKJPJT
- 0547　(旧)びわこ銀行　BIWAJPJZ
- 0554　(旧)関西アーバン銀行　KSBJJPJS
  - 0554　(旧)関西銀行　KSBJJPJS
- 0555　(旧)大正銀行 なし
- 0561　(旧)兵庫銀行
- 0562　みなと銀行　HSINJPJK
  - 0562　(旧)阪神銀行 HSINJPJK
- 0565　島根銀行　SHMMJPJ1
- 0566　トマト銀行　TOMAJPJZ
- 0569　もみじ銀行　HRSBJPJT
- 0570　西京銀行　SAKBJPJZ
- 0572　徳島大正銀行　TKSBJPJZ
  - 0572　(旧)徳島銀行　TKSBJPJZ
- 0573　香川銀行　KGWBJPJZ
- 0576　愛媛銀行　HIMEJPJT
- 0578　高知銀行　KOTIJPJZ
- 0581　(旧)福岡シティ銀行　FCBKJPJT
- 0582　福岡中央銀行　未定
- 0583　佐賀共栄銀行　未定
- 0585　長崎銀行　未定
- 0586　(旧)九州銀行　未定
- 0587　熊本銀行　KUMAJPJZ
- 0588　(旧)肥後ファミリー銀行　未定
- 0590　豊和銀行　HOWAJPJT
- 0591　宮崎太陽銀行　MITYJPJ1
- 0594　南日本銀行　MINPJPJ1
- 0596　沖縄海邦銀行　OKWAJPJ1
- 0597　(旧)八千代銀行　YACYJPJT

### 外国銀行(2) (0600番台)
- 0602　ローマ銀行
- 0603　韓国産業銀行　KODBJPJT
- 0607　彰化銀行 CCBCJPJT
- 0609　バイエルン州立銀行
- 0611　第一銀行 (台湾)　FCBKJPJT
- 0612　台湾銀行　BKTWJPJT
- 0615　交通銀行 (中国)　COMMJPJT
- 0616　メトロポリタン銀行
- 0619　中国工商銀行　ICBKCNBJ
- 0624　國民銀行　CZNBJPJT
- 0626　イタウ銀行
- 0627　ビルバオ・ビスカヤ・アルヘンタリア銀行

## 株式関係(1)

### 証券会社(1) (0800 - 0849)
- 0816 岩井コスモホールディングス
  - 0816 （旧）岩井証券

### 証券会社(2) (0850 - 0999)
- 0857 （旧）日本アジア証券
- 0972 BofA証券
  - 0972 （旧）メリルリンチ日本証券
- 0987 新生証券
- 0988 SBI証券 ETRSJPJ1
  - 0988 （旧）SBIイー・トレード証券
  - 0988 （旧）イー・トレード証券
- 0990 （旧）トヨタファイナンシャルサービス証券
- 0992 マネックス証券
- 0997 （旧）野村ファンドネット証券

## 信用金庫 (1000番台)

### 信金中央金庫（信金中金） (1000番)
- 1000　信金中央金庫　ZENBJPJT

### 関東の信用金庫 (1200番台/1300番台)
- 1280　横浜信用金庫　YOKOJPJM
- 1303　朝日信用金庫　ASKBJPJT
- 1320　東京東信用金庫　CHSBJPJT
- 1344　城南信用金庫　JSBKJPJT
- 1351　城北信用金庫　OJISJPJT
- 1356　巣鴨信用金庫　SSHBJPJT
- 1360　多摩信用金庫　TAMAJPJT

### 中部の信用金庫 (1400番台/1500番台)
- 1503　浜松磐田信用金庫　HMSKJPJT
- 1530　岐阜信用金庫　GFSBJPJZ
- 1552　岡崎信用金庫　OKSBJPJZ
- 1554　瀬戸信用金庫　SSBKJPJZ

### 近畿の信用金庫 (1600番台)
- 1610　京都信用金庫　KYSBJPJZ
- 1611　京都中央信用金庫　KCHUJPJY
- 1635　大阪市信用金庫　OSACJPJS
- 1688　尼崎信用金庫　AMASJPJZ

### 中国・四国の信用金庫 (1700番台/1800番台)
- 1701　鳥取信用金庫　ZENBJPJT

### 九州・沖縄の信用金庫 (1900番台)
- 1917　大川信用金庫　OHSHJPJ1

## 商工組合中央金庫（商工中金） (2004番)
- 2004　商工組合中央金庫　SKCKJPJT

## 信用組合 (2010番以降の2000番台)

### 全信組連(2010番)
- 2010　全国信用協同組合連合会　ZEFBJPJ1

## 労働金庫
- 2950 労働金庫連合会

## 農林中央金庫・農業協同組・漁業協同組合
- 3000　農林中央金庫　NOCUJPJT

信用農業協同組合連合会
北海道の農業協同組合
東北の農業協同組合
関東の農業協同組合
中部の農業協同組合
関西の農業協同組合
中国・四国の農業協同組合
九州・沖縄の農業協同組合
信用漁業協同組合連合会

## 株式関係(2)

### 証券会社(3)（9520番台 - 9600番台）
- 9520 野村證券 NMRSJPJT
  - 9520 （旧）野村證券 NMRSJPJT
- 9521 SMBC日興証券 NKSCJPJT
  - 9521 （旧）日興コーディアル証券 NKSCJPJT
  - 9521 （旧）日興證券 NKSCJPJT
- 9522 （旧）山一證券 YSECJPJT
- 9523 大和証券 DWSCJPJT
  - 9523（旧）大和證券 DAREJPJT
- 9524 みずほ証券 MHSCJPJT
  - 9524 （旧）新光証券 NJSCJPJT
  - 9524 （旧）新日本証券 NJSCJPJT
- 9525 （旧）みずほインベスターズ証券 NKKSJPJT
  - 9525 （旧）勧角証券 NKKSJPJT
  - 9525 （旧）日本勧業角丸証券 NKKSJPJT
  - 9525 （旧）日本勧業証券
- 9526 （旧）和光証券 WAKSJPJ1
- 9527 （旧）角丸証券
- 9528 岡三証券 OKASJPJT
- 9529 （旧）さくらフレンド証券 YAMTJPJT
- 9530 岩井コスモ証券 COSSJPJT
  - 9530 (旧)コスモ証券 COSSJPJT
- 9532 三菱UFJモルガン・スタンレー証券 KKSSJPJT
  - 9532 （旧）三菱UFJ証券 KKSSJPJT
  - 9532 （旧）三菱証券 KKSSJPJT
  - 9532 （旧）国際証券 KKSSJPJT
- 9538 (旧)SMBCフレンド証券 YAMTJPJT
  - 9538 （旧）明光ナショナル証券
- 9539 東海東京証券 TTSEJPJT
- 9540 （旧）UFJつばさ証券
  - 9540 （旧）つばさ証券
  - 9540 （旧）太平洋証券
- 9542 そしあす証券
  - 9542 （旧）あさひリテール証券
- 9568 （旧）SBI証券
  - 9568 （旧）ワールド日栄フロンティア証券
  - 9568 （旧）ワールド日栄証券

## ゆうちょ銀行 (9900番)
- 9900　ゆうちょ銀行　JPPSJPJJ
  - 9900 　ゆうちょ銀行（旧コード）　JPPSJPJ1
    - 9900　（旧）日本郵政公社　JPPSJPJ1
      - 9900　（旧）郵政事業庁　JPPSJPJ1[要出典]
        - 9900　（旧）郵政省　JPPSJPJ1[要出典]

## その他金融関連団体
- 9980 全国銀行協会
  - 9980 （旧）東京銀行協会